# Sabato al circo
Sabato al circo è stato un programma televisivo italiano di varietà, andato in onda dal 1989 al 1993 su Canale 5 e in seguito su Rete 4 e Italia 1.

## Il programma
La trasmissione veniva realizzata in un vero e proprio tendone da circo, fatto allestire per l'occasione in Piazzale Udine a Milano. Nel varietà, insieme alle consuete esibizioni circensi di animali ed acrobati, venivano proposti momenti di spettacolo per tutta la famiglia, e in particolar modo per i bambini.
La trasmissione, diretta da Cesare Gigli e in seguito da Stefano Vicario, portava le firme autorali di Guido Clericetti, Gian Maria Starace, Fosco Gasperi, Umberto Domina, Dario Viola, Massimo Dorati e Sandro Ravagnani.

## Prima edizione
La prima edizione va in onda su Canale 5 al sabato in prima serata dal 7 ottobre 1989 al 13 gennaio 1990 con la conduzione dei comici Gigi Sammarchi e Andrea Roncato. Nel cast figurano Ambra Orfei, Lara Orfei, Massimo Boldi nei panni dell'improbabile domatore Leo Pantegana, Francesco Salvi, Sabina Stilo, la coppia formata da Margherita Fumero ed Enrico Beruschi, Sandra Mondaini nelle vesti di Sbirulino e Cristina D'Avena interprete della sigla (che s'intitola appunto Sabato al circo e scritta da Alessandra Valeri Manera e Carmelo Carucci) e di diverse canzoni del suo repertorio. Per i bambini inoltre è presente l'intero cast di Bim Bum Bam, ovvero Paolo Bonolis, Carlotta Brambilla, Carlo Sacchetti, Debora Magnaghi e i pupazzi Uan e Ambrogio. La sera del 24 dicembre viene realizzata una puntata speciale dal titolo Natale al Circo che vede, oltre al cast del programma, anche la presenza come inviati di Susanna Messaggio e Teo Teocoli.
Nonostante il nutrito cast, la trasmissione non riesce a contrastare il grande successo di ascolti del varietà di Rai 1 Fantastico, pur avendo dei riscontri positivi (con una media di 4.200.000 telespettatori a puntata).

## Seconda edizione
La seconda edizione del programma va in onda dal 6 ottobre 1990 al 5 gennaio 1991 sempre al sabato sera su Canale 5 con una formula pressoché invariata rispetto all'anno precedente. Nel cast vengono riconfermati Gigi Sammarchi, Andrea Roncato, Sandra Mondaini nei panni di Sbirulino, Massimo Boldi nei panni di Tarzan-Zan figlio di Tarzan, Ambra Orfei, Lara Orfei, la coppia Margherita Fumero, Enrico Beruschi e Cristina D'Avena che propone una nuova sigla (che s'intitola Al circo, al circo e scritta dal duo Valeri Manera-Carucci). Arriva invece, per la prima volta sotto il tendone, Susanna Messaggio. Questa nuova edizione presentava anche una mascotte di nome Priquoquo (storpiatura di Quiproquo), vale a dire un pupazzo animato dalle fattezze di un pinguino (costantemente posizionato in orizzontale), la cui caratteristica era di commettere sempre qualche errore quando tentava di raccontare una barzelletta e, se qualcuno glielo faceva notare, questi faceva uso della battuta tipica "che depressione!". Alla fine delle sue esibizioni, Susanna Messaggio, per consolarlo, gli regalava un pupazzo miniaturizzato raffigurante lui, che era acquistabile anche alla Standa.
Lo si vedeva riapparire in un riquadro durante la sigla di coda (che mostrava tutti gli ospiti e conduttori del programma riuniti insieme) mentre cantava "se potessi avere mille lire al mese" e poi invitava il pubblico a comprare le sue copie in miniatura alla Standa.
Anche in questa stagione ad avere la meglio in materia di ascolti è lo show di Rai 1 Fantastico, condotto quell'anno da Pippo Baudo.

## Terza edizione
Nella terza edizione, in onda nell'autunno del 1991 sempre al sabato sera su Canale 5, al posto dei comici Gigi e Andrea arriva Gerry Scotti. Per la prima volta la trasmissione viene registrata tutta di fila e non più a blocchi come avveniva in precedenza, dando più spazio alla spontaneità e creando di conseguenza un effetto simile alla diretta.
Nel cast della trasmissione sono riconfermati Lara Orfei, Ambra Orfei, Massimo Boldi protagonista nei panni di Moira Orfei, Cristina D'Avena ed ancora una volta la coppia formata da Margherita Fumero ed Enrico Beruschi. Si aggiungono al gruppo la showgirl californiana Wendy Windham, il comico e scrittore Gianni Fantoni e il trio Gli Specchio. Nella puntata del 19 ottobre 1991, I Piccoli Cantori di Milano, oltre a cantare le sigle con la cantante D'Avena (come nelle due edizioni precedenti), cantarono con Jovanotti il brano La strada.
La sigla d'apertura dal titolo Siamo tutti equilibristi, scritta da Claudio Mattone, viene cantata da Gerry Scotti e Cristina D'Avena.
Anche in questa stagione il programma viene battuto in ascolti dallo show Fantastico condotto da Raffaella Carrà e Johnny Dorelli.
Il 20 aprile 1992, che è il giorno di Pasquetta, va in onda lo spin off Il circo delle stelle, una serata in cui Scotty presenta alcuni vip impegnati in alcune esibizioni circensi. Tra i personaggi Massimo Boldi, Carmen Russo, Maurizio Mosca e Giuliano Gemma.

## Quarta edizione -Il grande circo di Rete 4
Dal 7 ottobre 1992 il programma trasloca la domenica sera su Rete 4, con il titolo Il grande circo di Rete 4. La trasmissione, della durata di 16 puntate, è affidata a Giorgio Mastrota e Sabina Stilo, con la partecipazione di Cristina D'Avena, Nadia Rinaldi e Massimo Boldi. Il medesimo cast è inoltre impegnato nella conduzione di uno spin-off in onda la domenica alle 13.00, sempre su Rete 4, dal titolo Domenica al circo.

## Quinta edizione
Nel 1993, dopo i tiepidi risultati ottenuti da Il grande circo di Rete 4, il programma condotto in questa edizione da Susanna Messaggio trasloca su Italia 1 al sabato sera, riprendendo lo storico titolo Sabato al circo. La trasmissione cambia completamente formula; vengono eliminati tutti i momenti di intrattenimento prettamente televisivi e ci si limita a mostrare e commentare le attrazioni circensi. Ogni puntata è realizzata in un circo diverso in giro per l'Europa e per il mondo. Vengono realizzati due speciali dal titolo Natale al Circo e Capodanno al Circo.